# 힐리오
힐리오(Helio)는 SK텔레콤이 2005년 미국에서 만든 이동 통신 서비스 회사이며, 스프린트 넥스텔 망을 사용하여 2006년부터 사용서비스를 제공했었다. 가상이동망 사업자인 어스링크와 공동으로 총 $44억을 투자하여 설립되었다.
한국으로 저렴한 통화 서비스를 제공했었으며, 별로의 로밍비용 없이 문자 및 MMS를 제공했었다. 한국에서 SK텔레콤 망의 로밍 서비스를 통해 음성서비스를 이용할 수 있었다.
그동안 Hero (팬택), Kickflip (VK), Drift (삼성전자), Heat (삼성전자), Fin (삼성전자), Ocean (팬택), Mysto (삼성전자), Ocean2 (팬택) 등의 핸드셋을 제공하였으며, 특히 Ocean은 듀얼 슬라이드를 지원하는 Form-Factor로 호평을 받기도 하였다. 또한, MySpace 지원, YouTube 지원, MyPix, Connect, Ultimate Inbox, All-in 요금제 등 혁신적인 서비스를 론칭하여 다른 MNO들과는 차별화된 서비스를 제공하려고 노력했었다.
SK텔레콤은 많은 투자에도 불구하고 실적이 기대에 미치지 못하자, 버진 모바일에 힐리오를 넘기게 된다. 이 매각의 조건으로 SK텔레콤은 버진 모바일 지분의 17%를 보유하게 되어, 2대 주주로 떠올랐다. 이후 2009년 11월에 버진 모바일은 스프린트 넥스텔에 다시 합병되었으며, 2009년 2월 Ocean2를 마지막으로 신규 단말을 출시하지 않고 있다. 또한 2009년 11월에는 앤서링 서비스, 12월에는 싸이월드모바일 서비스를 중단, 2010년 5월 25일에 힐리오 망을 이용한 서비스 전체가 중단되었다.
힐리오 실패의 원인은 때마침 불어온 경기침체 상황에서 고가의 서비스가 적절치 않았던 것도 있으나, SK텔레콤식의 운영 및 서비스 방식을 미국에 그대로 적용하려는 데에서 패착이 있었다고 할 수 있다. 또한 초기에 과도한 영업망 및 시스템 투자 등으로 인해 많은 비용을 지출한 데에 반해, 무명에 가깝고 최신식 단말기도 없는 상황에서 고가의 서비스를 제공했기에, 조기에 경영위기가 오자 사업 초년기에 이미 철수 검토를 수차례 한 바 있었다. 사업 파트너였던 Earthlink가 추가 투자를 거부했음에도 불구하고, 투자를 지속한 SK텔레콤의 의사결정에도 납득이 되지 않는 면이 있다.
결국 수천억원의 투자를 고스란히 날리고, 왜 사업에 실패했는지에 대한 리포트 한권으로 초라하게 미국사업을 접은 SK텔레콤은 이후, 한동안 해외투자 및 진출에 주저하게 된다.